# Kościół św. Rocha w Postękalicach
Kościół pw. św. Rocha – zabytkowy drewniany kościół katolicki znajdujący się w Postękalicach w powiecie bełchatowskim,
w województwie łódzkim. Jest kościołem filialnym w parafii Przenajświętszej Trójcy w Bogdanowie dekanacie rozprzańskim w archidiecezji częstochowskiej.

## Historia
Drewniany kościół św. Rocha w Postękalicach wybudowany został w 1737, w miejscu świątyni z 1597 (fundator Krzysztof Postękalski), która spłonęła w samym 1737 roku.
Ulokowany jest na niewielkim wzniesieniu, wokół kościółka znajduje się cmentarz, całość otoczona murem z kamieni i cegły. W pobliżu znajduje się zabytkowy park dworski.

## Architektura i wyposażenie
Kościół jest orientowany, drewniany, wybudowany w konstrukcji zrębowej, oszalowany deskami. Nawa kościoła wykonana jest na rzucie zbliżonym do kwadratu, z prezbiterium węższym, prostokątnym wielobocznie zamkniętym, które jest wydzielone poprzez lekkie podwyższenie podłogi.
Strop nad prezbiterium łukowy (storczykowe wiązania dachowe), nad częścią nawową płaski.
Dach nad nawą dwuspadowy, nad prezbiterium wielospadowy, kryty drewnianym gontem. Dobudowana w 1922 wieża, pochodzi z rozebranego kościoła w Bogdanowie.
Kościół jest bogato wyposażony:
- Ołtarz główny(XVII) z obrazem Zaśnięcie Matki Boskiej i drewnianymi polichromowanymi rzeźbami św. Jana Nepomucena i św.Kazimierza.
- Ołtarz boczny z lewej strony (płn.) z obrazem Ukrzyżowanie (2 poł. XVIII w.)
- Ołtarz boczny z prawej strony (płd.) z obrazem przedstawiającym świętych Grzegorza, Rocha i Sebastiana.
- Drewniana chrzcielnica w kształcie stojącego anioła.
- Belka z datą budowy kościoła (1737) ozdobiona krucyfiksem.
- Na ścianach bocznych prezbiterium dobrze zachowana polichromia.
- W wieży kościelnej zabytkowy dzwon z brązu (XVIII w) z napisem Joan Waigner Cracoviae AD 1752.
- Obelisk nagrobny Ignacego Tymowskiego (1759-1820) z „marmuru kieleckiego”.

W latach 1999–2010 kościół był kilkakrotnie remontowany m.in. zmieniono pokrycie dachu, odnowiono wieżę, więźbę dachową, wymieniono drewnianą podłogę oraz zamontowano czujniki przeciwpożarowe.

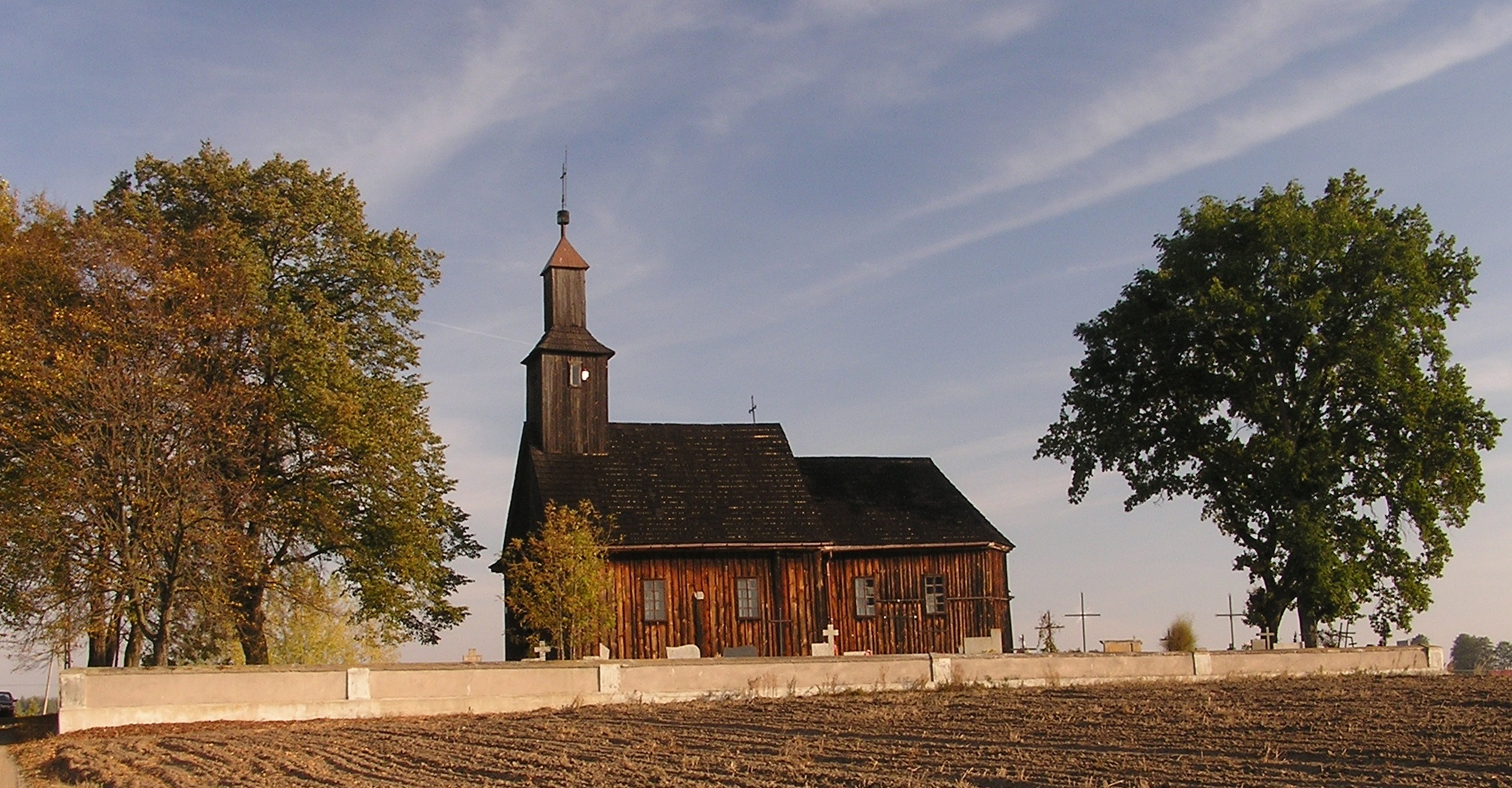
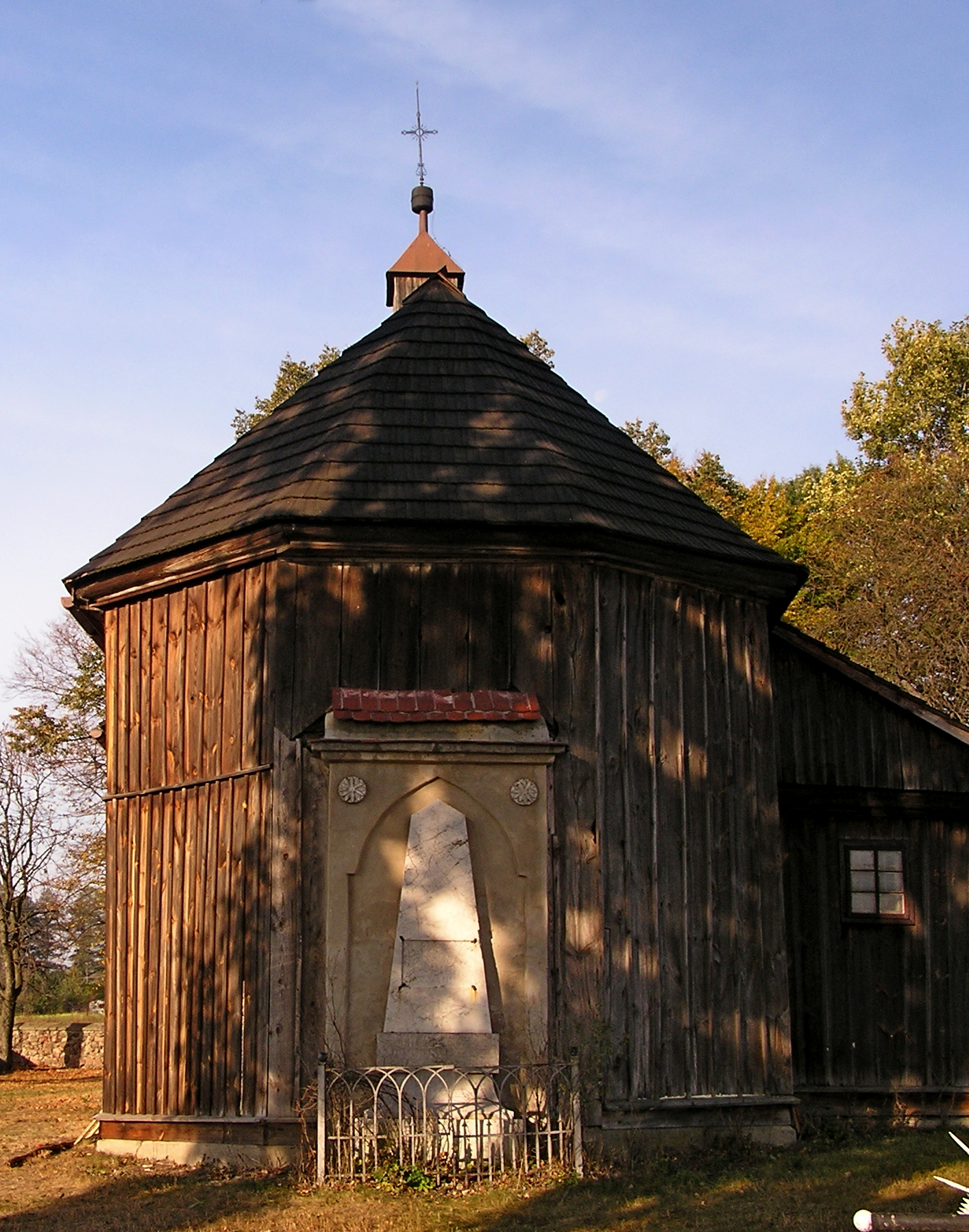
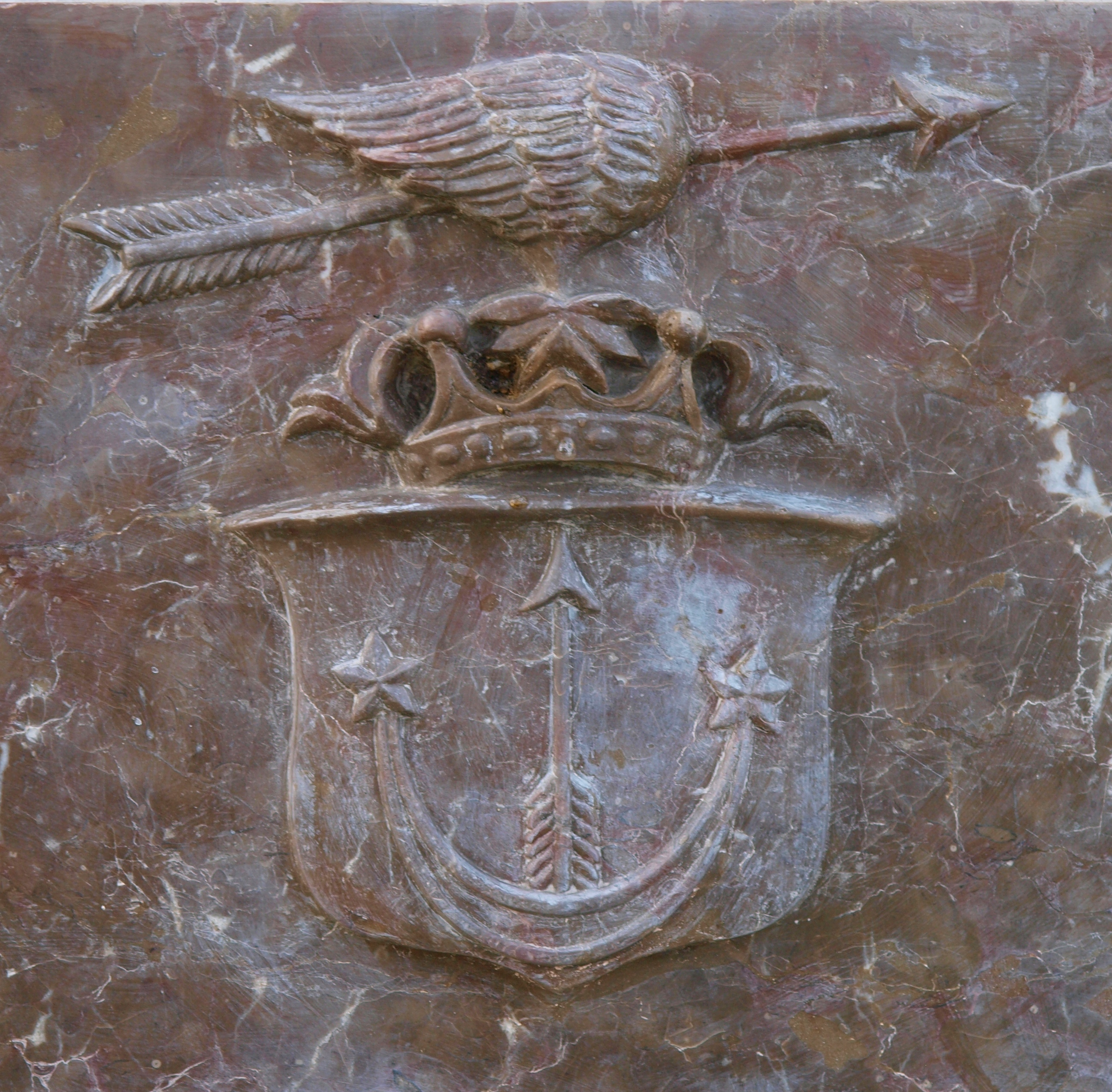
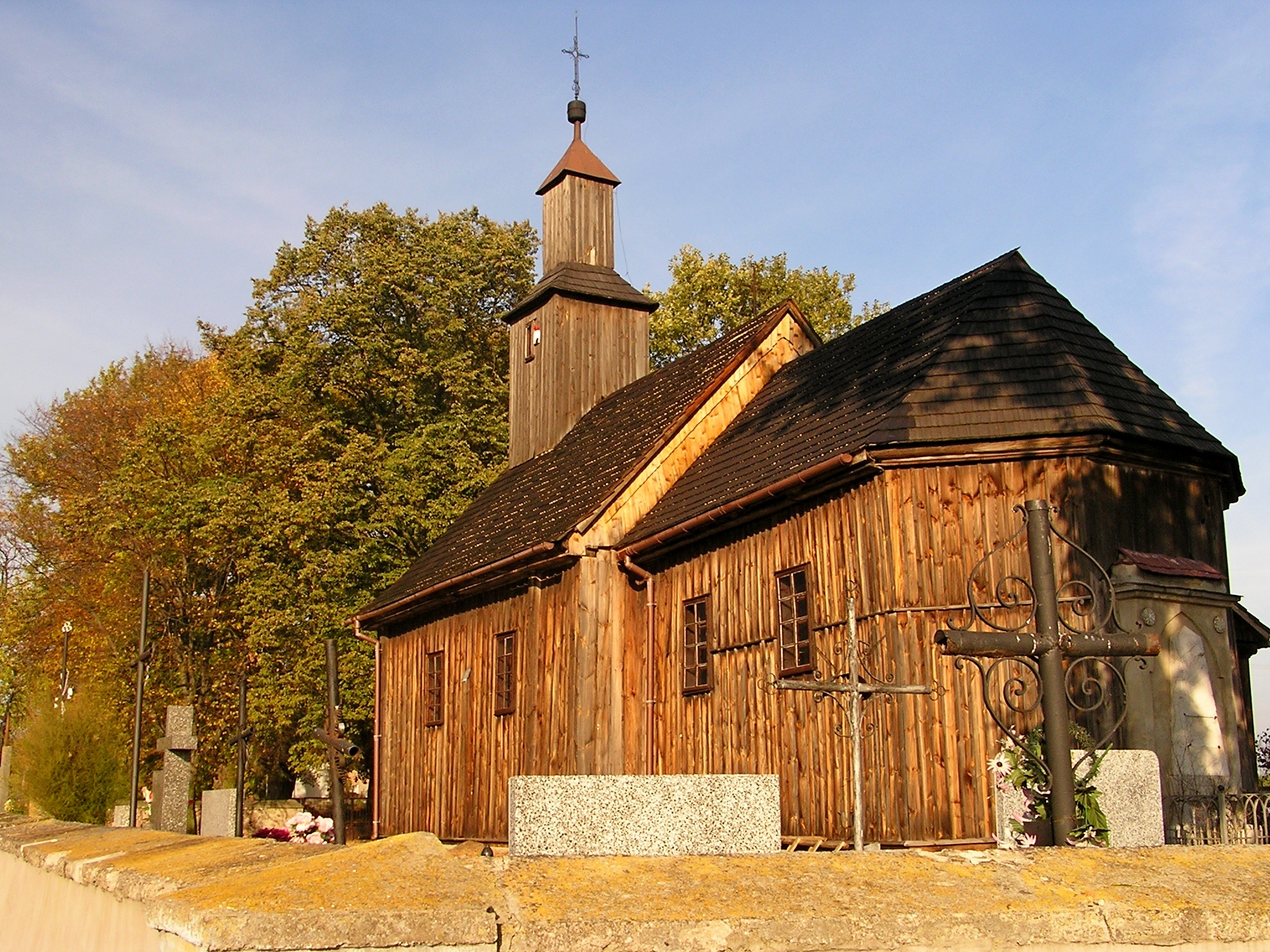